# Budaval
Budaval fou un estat tributari protegit de la regió de Mehwas. Exercia domini feudal sobre els estats de Raisingpur o Gawhali o Gauli, Singpur, Nal o Nala i Nawalpur.
L'estat fou sotmès pels britànics el 1818. Aleshores estava regit per Chandrasing i dominava sobre 40 pobles del districte de Khandesh, subdivisions de Nandurbar i Sultanpur i els passos de Matvad; Chandrasing va rebre un subsidi anual a canvi de mantenir a ratlla als bhils. Chandrasing va morir el 1819 i el va succeir el seu fill Bhavansing, i a aquest el seu germà Ganpatping el 1839. Aquest va caure en deutes i va oprimir al poble i fou sospitós de participar en robatoris i el 1845 fou desterrat a Dhulia amb una pensió i a la seva mort el seu estat annexionat per lapse (1854).